# Luxiaria costinota
Luxiaria costinota är en fjärilsart som beskrevs av Inoue 1978. Luxiaria costinota ingår i släktet Luxiaria och familjen mätare. Inga underarter finns listade i Catalogue of Life.